# Oração subordinada substantiva
Orações subordinadas substantivas são orações subordinadas que detêm valor substantivo. Podem ser divididas em seis subtipos, de acordo com sua função sintática.

## Características
Orações desse tipo aparecem apenas em períodos compostos, visto que possuem dependência semântica. Orações, para a gramática, são enunciados em que há verbo. Em períodos compostos, existe mais de uma oração, dado que há mais de um verbo. Em períodos compostos por subordinação, uma oração, a subordinada (O.S.), depende sintático-semanticamente de outra, isto é, deve estar junto a outra oração, a principal (O.P.), para possuir sentido completo e tornar o período adequado à gramática. Se a oração for subordinada substantiva, haverá tal dependência e ela possuirá valor substantivo. Ao contrário das orações subordinadas adjetivas e orações subordinadas adverbiais, não possuem uma única função sintática, de maneira que a função exercida é o principal fator levado em conta ao classificá-las.
A oração principal não começa com conectivo. Já a oração subordinada substantiva, contanto que esteja em sua forma desenvolvida, inicia-se com conjunção integrante, a qual pode ser antecedida por preposição. São orações integrantes os vocábulos "que" e "se".
Exemplo 1: João não sabe se passou no vestibular.
Exemplo 2: O problema é que inexiste respeito neste recinto.
Exemplo 3: Acredito que jamais voltarei.
A fim de facilitar a identificação de O.S. substantivas, pode-se substituir a conjunção por "isto:" e verificar se ocorre prejuízo semântico. Se não acontecer mudança de sentido, trata-se de uma O. S. substantiva. Se a oração for O. S. Subs. apositiva, é impossível fazer a substituição. No caso de O. S. Subs. predicativa, em vez de "isto:", utilizar-se-á "este:" ou "esta:", de acordo com o gênero do substantivo que antecede o verbo de ligação. Podem também haver alterações de acordo com a regência verbal.
Exemplo 1: João não sabe se passou no vestibular = João não sabe disto: passou no vestibular.
Exemplo 2: O problema é que inexiste respeito neste recinto = o problema é este: inexiste respeito neste recinto.
Exemplo 3: Acredito que jamais voltarei = acredito nisto: jamais voltarei.

## Classificação
O fator decisivo na classificação de O. S. substantivas é a função sintática exercida por elas.

### Oração subordinada substantiva subjetiva
Este é o único caso em que não há sujeito na oração principal. Assim, a função sintática da oração subordinada substantiva será a de sujeito.
Exemplo 1: É preciso que você saiba viver.
Exemplo 2: Convém que Maria case.
Exemplo 3: É claro que seremos selecionados.
Pode ser representada por três diferentes casos:
Verbo de ligação + predicativo + QUE = é preciso..., é importante..., é fundamental..., é necessário..., é conveniente..., é bom..., é melhor..., está comprovado..., está claro..., parece certo..., fica evidente...
Verbo na voz passiva sintética ou analítica + QUE / SE = sabe-se..., comenta-se..., estima-se..., verifica-se..., observa-se..., dir-se-ia..., foi anunciado..., foi dito...
Verbo unipessoal + QUE = convir, parecer, constar, acontecer, cumprir, importar, urgir, ocorrer, suceder

### Oração subordinada substantiva objetiva direta
Exerce o papel de objeto direto em relação à oração principal, a qual possui um verbo transitivo direto, ou seja, com sentido incompleto, de modo que a O.P. abre margens a perguntas como "o quê?" ou "quem?", que são "respondidas" pela O.S.
Exemplo 1: Espero que vocês tenham êxito.
Exemplo 2: Apenas temo que não haja soluções.
Exemplo 3: Estudo o que me interessa.

### Oração subordinada substantiva objetiva indireta
Exerce o papel de objeto indireto em relação à oração principal, a qual possui um verbo transitivo indireto, ou seja, com sentido incompleto, de modo que a O.P. abre margens a perguntas como "de quê?" ou "de quem?", que são "respondidas" pela O.S.
Exemplo 1: Gosto de que nos respeitem.
Exemplo 2: Necessito de que se calem.
Exemplo 3: Preciso de que me ajudem.

### Oração subordinada substantiva completiva nominal
Desempenha o papel de complemento nominal em relação à oração principal, na qual há um nome transitivo (substantivo, adjetivo ou advérbio), isto é, com sentido incompleto, de maneira que a O.P. abre margens a indagações como "de que?" ou "de quem?", que são respondidas pela O.S.
Exemplo 1: Tenho certeza de que haverá comida.
Exemplo 2: Estou esperançoso de que você volte.
Exemplo 3: Torço favoravelmente a que seja bem-sucedido.

### Oração subordinada substantiva apositiva
Assume a função de aposto em relação à O.P., isto é, explica um termo da oração principal. Ocorre sempre após dois-pontos, e eventualmente, entre vírgulas ou travessões. Podem aparecer justapostas, isto é, sem a conjunção integrante. A conjunção que as inicia é considerada expletiva.
Exemplo 1: Desejo sinceramente isto: (que) vocês sejam felizes.
Exemplo 2: Todos temos um anseio: (que) passemos no vestibular.
Exemplo 3: Não esperava isto: (que) houvesse falta de decoro parlamentar na Câmara dos Deputados.

### Oração subordinada substantiva predicativa
Funciona como predicativo do sujeito. Ocorre quando há sujeito e verbo de ligação na oração principal.
Exemplo 1: A verdade é que eles serão reprovados.
Exemplo 2: Nossa chance é que permaneçamos unidos.
Exemplo 3: A certeza é que tal fatalidade não ocorrerá mais.

### Oração subordinada substantiva agente da passiva
Esta classificação não é reconhecida pela NGB (Nomenclatura Gramatical Brasileira), mas alguns gramáticos defendem sua existência.
É sempre justaposta e formada pela preposição 'por' ou 'de' + pronome indefinido
Exemplo 1: A aula foi ministrada por quem a preparou.
Exemplo 2: O político estava rodeado de quem admirava sua honestidade.

Em síntese:
Subjetiva: verbo de ligação + predicativo + QUE / SE; verbo na voz passiva sintética ou analítica + QUE / SE; verbo unipessoal + QUE / SE
Objetiva direta: verbo transitivo direto + QUE / SE
Objetiva indireta: verbo transitivo indireto + preposição + QUE / SE
Completiva nominal: nome (substantivo, adjetivo ou advérbio) + preposição + QUE / SE
Predicativa: verbo de ligação + QUE / SE
Apositiva: dois-pontos, vírgula ou travessão + QUE / SE
Agente da passiva (não reconhecida oficialmente): POR / DE + pronome indefinido

## Observação
Além das conjunções integrantes que (nas afirmações certas) e se (nas afirmações incertas), a oração subordinada substantiva pode vir justaposta, isto é, iniciada por pronomes ou advérbios interrogativos. Sobretudo, nas frases interrogativas indiretas.
Exemplo: Ninguém sabe...
onde fica o teatro.
como a máquina funciona.
quanto custa o remédio.
quando entra em vigor a nova lei.
qual é o assunto da palestra.
quem é o culpado.